# İnce Burun

Lägeskarta

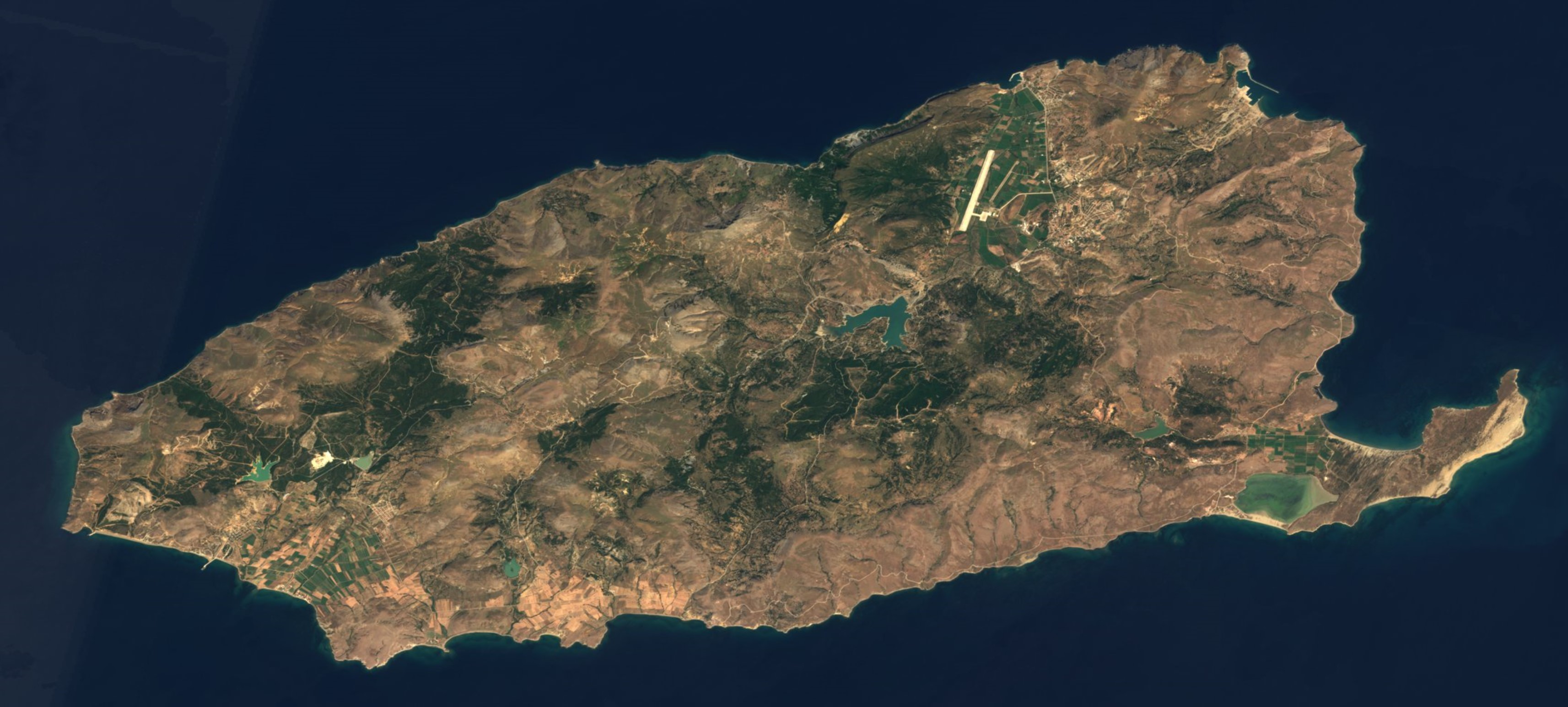
Gökçeada med İnce Burun på vänstra delen

İnce Burun (turkiska İnce Burun och Avlaka Burnu, Kap Avlaka) är en udde i provinsen Çanakkale i västra Turkiet. Udden är den västligaste punkten i Turkiet och är en av världens yttersta platser. Den västligaste punkten på Turkiets fastland och i världsdelen Asiens fastland är Kap Baba också i Turkiet.

## Geografi
İnce Burun ligger i den västligaste delen av Gökçeadaön sydväst om orten Uğurlu köyü i distriktet (ilçe) Gökçeada i regionen (bölgesi) Marmara vid Sarosbukten i Thrakiska havet i nordöstra Egeiska havet. Udden ligger cirka 70 km väster om staden Çanakkale och cirka 30 km nordöst om den grekiska ön Lemnos.
Förvaltningsmässigt utgör udden en del av provinsen Çanakkale ili.

## Historia
Området kallades tidigare Imroz (turkiska) och Imvros (grekiska) och var då del av den historiska regionen Troas och senare under Romerska riket en del i provinsen Thrakien.